# Spinomantis tavaratra
Spinomantis tavaratra es una especie de anfibio anuro de la familia Mantellidae.

## Distribución geográfica
Esta especie es endémica de Madagascar. Habita entre los 650 y 1300 m sobre el nivel del mar en los bosques húmedos del noreste de la isla.

## Descripción
Los 8 especímenes machos adultos observados en la descripción original miden de 30 a 36 mm de longitud estándar y las 6 especímenes hembras adultas observadas en la descripción original miden de 31 a 33 mm de longitud estándar.

## Etimología
El nombre de la especie, del malgache tavaratra, "el norte", se le dio en referencia a su distribución actualmente conocida.

## Publicación original
- Cramer, Rabibisoa & Raxworthy, 2008: Descriptions of two new Spinomantis frogs from Madagascar (Amphibia: Mantellidae), and new morphological data for S. brunae and S. massorum. American Museum Novitates, n.º 3618, p. 1-22[4]